# Rathaus Offenbach am Main
Das Rathaus von Offenbach am Main ist ein am 10. Juli 1971 eingeweihtes, im Stil des Brutalismus errichtetes Hochhaus, in dem große Teile der Stadtverwaltung sowie die Stadtverordnetenversammlung untergebracht sind.

## Beschreibung
Das Gebäude besteht aus einem Flachbau, in dem die Stadtverordneten untergebracht sind, und einem 15-stöckigen Hochhaus für die Stadtverwaltung. Es wurde von der Stuttgarter Architektengemeinschaft Maier, Graf und Speidel entworfen und in zweieinhalbjähriger Bauzeit bis Ende 1970 errichtet. Seine Grundfläche beträgt 12.000 m².

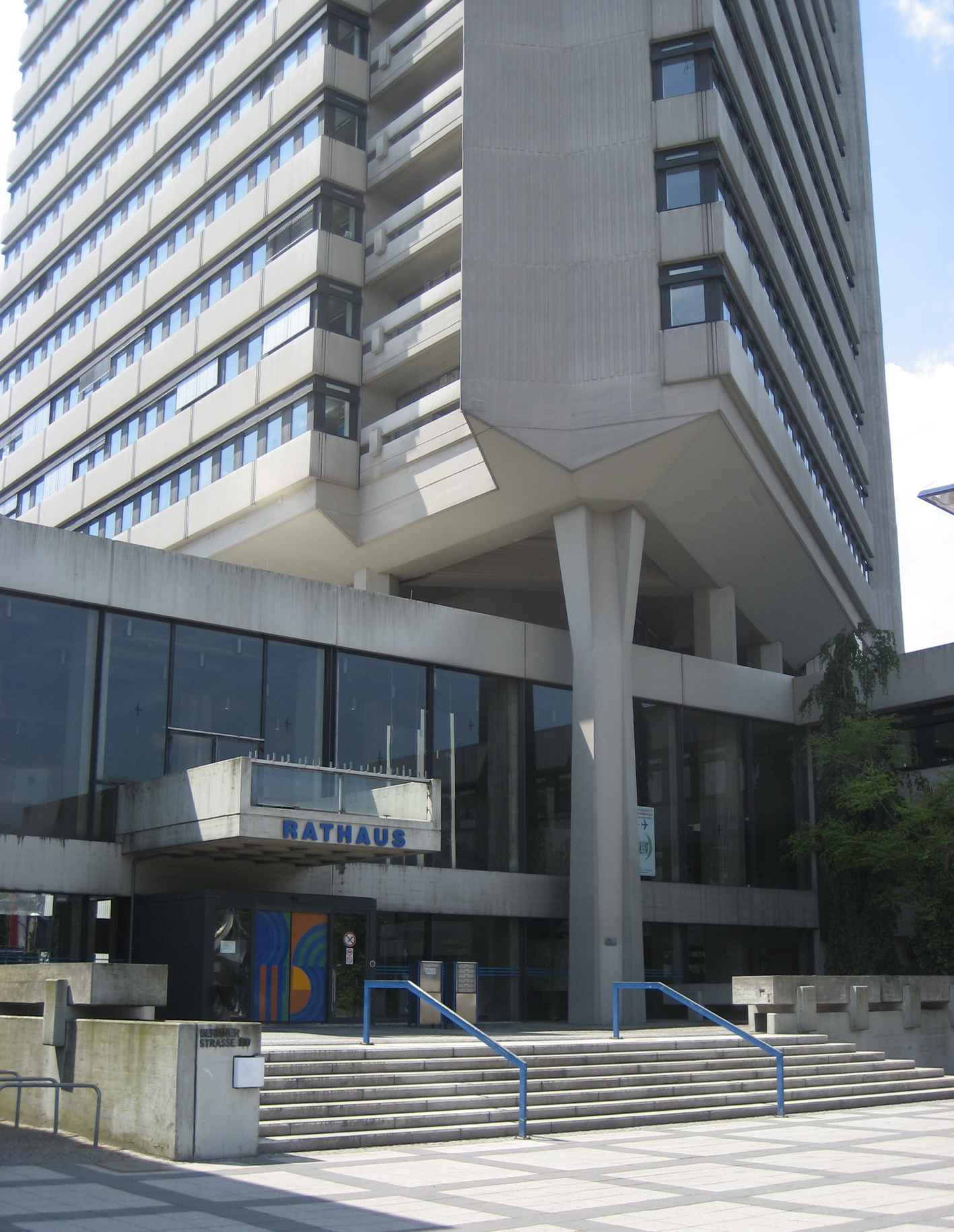
Eingangsbereich an der Berliner Straße
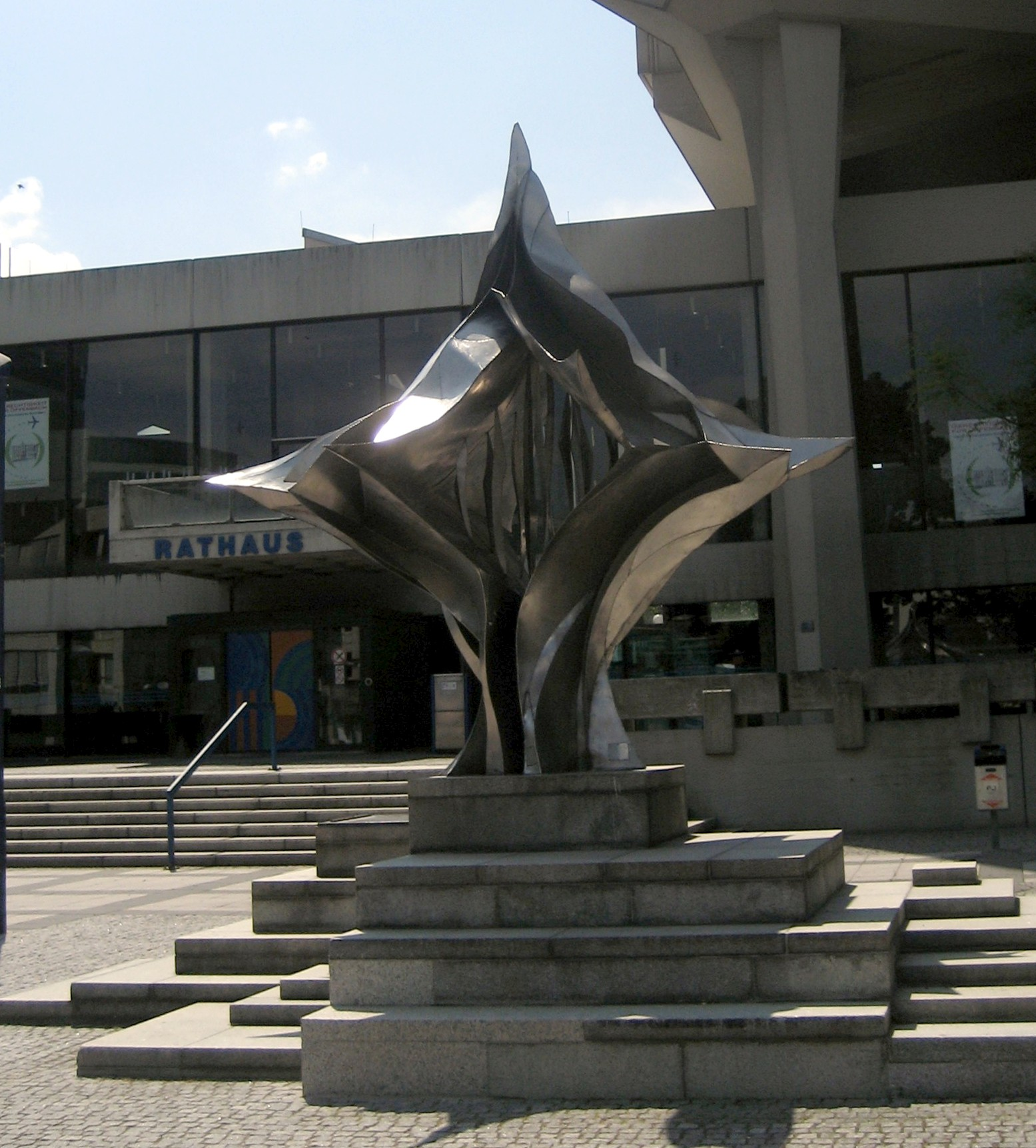
Mahnmal für die Opfer der NS-Zeit
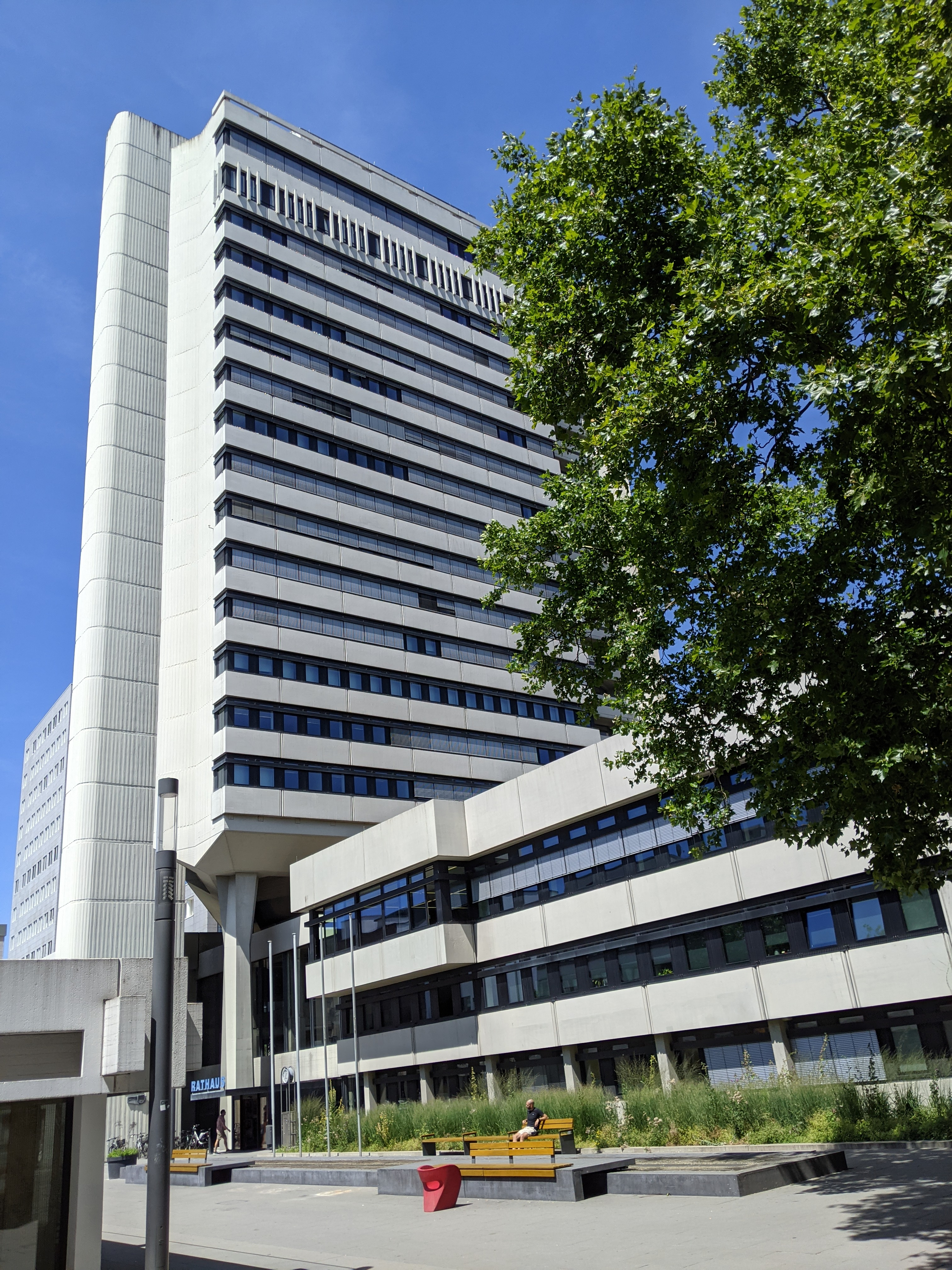
Südseite

Neben dem Haupteingang wurde gemeinsam mit dem Rathaus ein Mahnmal für die Opfer der NS-Zeit in Form einer stählernen Flamme aus glänzendem Silberstahl, entworfen und gestaltet von dem Offenbacher Künstler Bernd Rosenheim, errichtet. Weiter wurden im Außenbereich ein Wasserbecken, ein Springbrunnen und Pavillonbauten errichtet.
Das Rathaus ist seit dem Jahr 2006 im Denkmalverzeichnis des Landesamts für Denkmalpflege Hessen als Kulturdenkmal aus geschichtlichen, künstlerischen und städtebaulichen Gründen eingetragen.